# Coppa Italia 1979-1980
La Coppa Italia 1979-1980 fu la 33ª edizione della manifestazione calcistica. Iniziò il 22 agosto 1979 e si concluse il 17 maggio 1980. Venne vinta dalla Roma, battendo il Torino ai calci di rigore. Fu l'ultima edizione conclusasi con finale in gara unica all'Olimpico, prima del suo ripristino a partire dall'edizione 2007-2008.

## Primo turno

### Girone 1
| Squadra      | P.ti | G | V | N | P | GF | GS | DR |
| ------------ | ---- | - | - | - | - | -- | -- | -- |
| 1. Roma      | 7    | 4 | 3 | 1 | 0 | 6  | 3  | +3 |
| 2. Ascoli    | 6    | 4 | 2 | 2 | 0 | 8  | 2  | +6 |
| 3. Perugia   | 4    | 4 | 1 | 2 | 1 | 1  | 1  | 0  |
| 4. Sampdoria | 2    | 4 | 1 | 0 | 3 | 4  | 5  | -1 |
| 5. Bari      | 1    | 4 | 0 | 1 | 3 | 1  | 9  | -8 |

| Bari 22 agosto 1979, ore 17:00 CEST 1ª giornata | Bari           | 0 – 0 referto | Perugia | Stadio della Vittoria\| Arbitro: \| Pieri (Genova) \| |
| Arbitro:                                        | Pieri (Genova) |               |         |                                                       |

| Arbitro: | Terpin (Trieste) |

|  |           |           |
|  | Marcatori | 65’ Iorio |

| Arbitro: | Patrussi (Ravenna) |

|                                                                 |           |  |
| Iorio 22’ Moro 25’ (rig.) Torrisi 33’ Scanziani 77’ Pircher 79’ | Marcatori |  |

| Arbitro: | D'Elia (Salerno) |

|  |           |                   |
|  | Marcatori | 23’ Di Bartolomei |

| Arbitro: | Casarin (Milano) |

|                 |           |                |
| Pruzzo 24’, 32’ | Marcatori | 29’, 59’ Iorio |

| Arbitro: | Altobelli (Roma) |

|                                        |           |              |
| Sartori 14’ De Giorgis 38’ Roselli 56’ | Marcatori | 62’ Belluzzi |

| Ascoli Piceno 5 settembre 1979, ore 21:00 CEST 4ª giornata | Ascoli          | 0 – 0 referto | Perugia | Stadio Cino e Lillo Del Duca\| Arbitro: \| Milan (Treviso) \| |
| Arbitro:                                                   | Milan (Treviso) |               |         |                                                               |

| Arbitro: | G.Panzino (Catanzaro) |

|                              |           |             |
| Pruzzo 43’ Di Bartolomei 47’ | Marcatori | 65’ Roselli |

| Arbitro: | Mattei (Macerata) |

|  |           |                   |
|  | Marcatori | 22’ Di Bartolomei |

| Arbitro: | Casarin (Milano) |

|             |           |  |
| Goretti 24’ | Marcatori |  |

### Girone 2
| Squadra      | P.ti | G | V | N | P | GF | GS | DR |
| ------------ | ---- | - | - | - | - | -- | -- | -- |
| 1. Torino    | 8    | 4 | 4 | 0 | 0 | 7  | 2  | +5 |
| 2. Catanzaro | 5    | 4 | 2 | 1 | 1 | 4  | 3  | +1 |
| 3. Palermo   | 4    | 4 | 1 | 2 | 1 | 4  | 2  | +2 |
| 4. Parma     | 2    | 4 | 0 | 2 | 2 | 1  | 4  | -3 |
| 5. Lecce     | 1    | 4 | 0 | 1 | 3 | 4  | 9  | -5 |

| Arbitro: | Redini (Pisa) |

|                          |           |            |
| Nicolini 21’ Palanca 71’ | Marcatori | 4’ Cannito |

| Arbitro: | Reggiani (Bologna) |

|  |           |             |
|  | Marcatori | 62’ Pileggi |

| Arbitro: | Benedetti (Roma) |

|                             |           |                                    |
| Magistrelli 28’ (rig.), 44’ | Marcatori | 26’ Zaccarelli 47’ Pecci 87’ Greco |

| Arbitro: | Castaldi (Vasto) |

|  |           |           |
|  | Marcatori | 71’ Orazi |

| Arbitro: | Tonolini (Milano) |

|             |           |              |
| Palanca 73’ | Marcatori | 54’ Bergossi |

| Arbitro: | Colasanti (Roma) |

|                 |           |             |
| Magistrelli 59’ | Marcatori | 84’ Baldoni |

| Parma 5 settembre 1979, ore 21:00 CEST 4ª giornata | Parma             | 0 – 0 referto | Palermo | Stadio Ennio Tardini\| Arbitro: \| Parussini (Udine) \| |
| Arbitro:                                           | Parussini (Udine) |               |         |                                                         |

| Arbitro: | Menicucci (Firenze) |

|              |           |  |
| Graziani 15’ | Marcatori |  |

| Arbitro: | Materassi (Firenze) |

|                                                     |           |  |
| De Stefanis 66’ Borsellino 74’ Montesano 83’ (rig.) | Marcatori |  |

| Arbitro: | Agnolin (Bassano del Grappa) |

|                              |           |  |
| Graziani 24’ (rig.) Sala 88’ | Marcatori |  |

### Girone 3
| Squadra       | P.ti | G | V | N | P | GF | GS | DR |
| ------------- | ---- | - | - | - | - | -- | -- | -- |
| 1. Ternana    | 5    | 4 | 1 | 3 | 0 | 5  | 4  | +1 |
| 2. Fiorentina | 5    | 4 | 2 | 1 | 1 | 3  | 3  | 0  |
| 3. Avellino   | 4    | 4 | 1 | 2 | 1 | 3  | 2  | +1 |
| 4. Como       | 4    | 4 | 1 | 2 | 1 | 3  | 3  | 0  |
| 5. Verona     | 2    | 4 | 0 | 2 | 2 | 2  | 4  | -2 |

| Arbitro: | Tani (Livorno) |

|                            |           |                             |
| Pozzato 30’ Cavagnetto 51’ | Marcatori | 53’ De Rosa 65’ Francesconi |

| Verona 22 agosto 1979, ore 20:30 CEST 1ª giornata | Verona                | 0 – 0 referto | Avellino | Stadio Marcantonio Bentegodi\| Arbitro: \| Ballerini (La Spezia) \| |
| Arbitro:                                          | Ballerini (La Spezia) |               |          |                                                                     |

| Avellino 26 agosto 1979, ore 17:00 CEST 2ª giornata | Avellino        | 0 – 0 referto | Ternana | Stadio Partenio\| Arbitro: \| Facchin (Udine) \| |
| Arbitro:                                            | Facchin (Udine) |               |         |                                                  |

| Arbitro: | G.Panzino (Catanzaro) |

|                      |           |  |
| Antognoni 69’ (rig.) | Marcatori |  |

| Arbitro: | Menegali (Roma) |

|             |           |  |
| Mancini 70’ | Marcatori |  |

| Terni 2 settembre 1979, ore 17:30 CEST 3ª giornata | Ternana       | 0 – 0 referto | Fiorentina | Stadio Libero Liberati\| Arbitro: \| Longhi (Roma) \| |
| Arbitro:                                           | Longhi (Roma) |               |            |                                                       |

| Arbitro: | Pieri (Genova) |

|                               |           |              |
| De Ponti 17’, 48’ (rig.), 78’ | Marcatori | 75’ Pagliari |

| Verona 5 settembre 1979, ore 20:30 CEST 4ª giornata | Verona             | 0 – 0 referto | Como | Stadio Marcantonio Bentegodi\| Arbitro: \| Patrussi (Ravenna) \| |
| Arbitro:                                            | Patrussi (Ravenna) |               |      |                                                                  |

| Arbitro: | Barbaresco (Cormons) |

|          |           |  |
| Lelj 22’ | Marcatori |  |

| Arbitro: | Magni (Bergamo) |

|                                     |           |                            |
| Pedrazzini 41’ Passalacqua 61’, 71’ | Marcatori | 34’ Boninsegna 37’ Gentile |

### Girone 4
| Squadra           | P.ti | G | V | N | P | GF | GS | DR |
| ----------------- | ---- | - | - | - | - | -- | -- | -- |
| 1. Inter          | 8    | 4 | 4 | 0 | 0 | 11 | 2  | +9 |
| 2. SPAL           | 5    | 4 | 2 | 1 | 1 | 3  | 4  | -1 |
| 3. Bologna        | 4    | 4 | 2 | 0 | 2 | 5  | 4  | +1 |
| 4. Atalanta       | 2    | 4 | 0 | 2 | 2 | 1  | 5  | -4 |
| 5. Sambenedettese | 1    | 4 | 0 | 1 | 3 | 1  | 6  | -5 |

| Arbitro: | Milan (Treviso) |

|              |           |           |
| Bertuzzo 76’ | Marcatori | 16’ Giani |

| Arbitro: | Longhi (Roma) |

|  |           |                         |
|  | Marcatori | 55’ Dossena 70’ Petrini |

| Arbitro: | Barbaresco (Cormons) |

|                |           |                                            |
| Castronaro 28’ | Marcatori | 36’ Muraro 66’ (rig.) Altobelli 87’ Baresi |

| Arbitro: | Falzier (Treviso) |

|            |           |  |
| Fabbri 72’ | Marcatori |  |

| Arbitro: | Agnolin (Bassano del Grappa) |

|                                         |           |  |
| Beccalossi 31’ Oriali 70’ Altobelli 77’ | Marcatori |  |

| San Benedetto del Tronto 2 settembre 1979, ore 16:30 CEST 3ª giornata | Sambenedettese   | 0 – 0 referto | Atalanta | Stadio Fratelli Ballarin\| Arbitro: \| Vitali (Bologna) \| |
| Arbitro:                                                              | Vitali (Bologna) |               |          |                                                            |

| Arbitro: | Lops (Torino) |

|                            |           |  |
| Colomba 30’ Mei 76’ (aut.) | Marcatori |  |

| Arbitro: | Redini (Pisa) |

|                                            |           |           |
| Caso 70’ Pasinato 86’ Altobelli 88’ (rig.) | Marcatori | 82’ Bozzi |

| Arbitro: | Ciulli (Roma) |

|  |           |                          |
|  | Marcatori | 16’ Altobelli 36’ Muraro |

| Arbitro: | Lo Bello (Siracusa) |

|               |           |  |
| Gibellini 36’ | Marcatori |  |

### Girone 5
| Squadra      | P.ti | G | V | N | P | GF | GS | DR |
| ------------ | ---- | - | - | - | - | -- | -- | -- |
| 1. Lazio     | 7    | 4 | 3 | 1 | 0 | 9  | 1  | +8 |
| 2. Udinese   | 7    | 4 | 3 | 1 | 0 | 5  | 0  | +5 |
| 3. Brescia   | 3    | 4 | 1 | 1 | 2 | 1  | 3  | -2 |
| 4. Pistoiese | 2    | 4 | 1 | 0 | 3 | 3  | 5  | -2 |
| 5. Matera    | 1    | 4 | 0 | 1 | 3 | 0  | 9  | -9 |

| Arbitro: | Paparesta (Bari) |

|                                                             |           |  |
| Giordano 26’, 40’ Zucchini 48’ Garlaschelli 60’ D'Amico 85’ | Marcatori |  |

| Arbitro: | Lanese (Messina) |

|                             |           |  |
| Delneri 52’ De Bernardi 61’ | Marcatori |  |

| Arbitro: | Menicucci (Firenze) |

|  |           |                                  |
|  | Marcatori | 71’ Manfredonia 76’ Garlaschelli |

| Arbitro: | Lo Bello (Siracusa) |

|  |           |                          |
|  | Marcatori | 68’ Vagheggi 80’ Bilardi |

| Matera 2 settembre 1979, ore 17:30 CEST 3ª giornata | Matera           | 0 – 0 referto | Brescia | Stadio XXI Settembre\| Arbitro: \| Lanese (Messina) \| |
| Arbitro:                                            | Lanese (Messina) |               |         |                                                        |

| Arbitro: | Mascia (Milano) |

|              |           |                                      |
| Guidolin 81’ | Marcatori | 59’ (rig.) Giordano 80’ Garlaschelli |

| Arbitro: | Angelelli (Terni) |

|                          |           |  |
| Saltutti 26’ (rig.), 60’ | Marcatori |  |

| Arbitro: | Prati (Parma) |

|            |           |  |
| Fanesi 85’ | Marcatori |  |

| Roma 9 settembre 1979, ore 18:30 CEST 5ª giornata | Lazio             | 0 – 0 referto | Udinese | Stadio Olimpico\| Arbitro: \| Bergamo (Livorno) \| |
| Arbitro:                                          | Bergamo (Livorno) |               |         |                                                    |

| Arbitro: | Savalli (Trapani) |

|             |           |  |
| Iachini 33’ | Marcatori |  |

### Girone 6
| Squadra    | P.ti | G | V | N | P | GF | GS | DR |
| ---------- | ---- | - | - | - | - | -- | -- | -- |
| 1. Milan   | 7    | 4 | 3 | 1 | 0 | 7  | 3  | +4 |
| 2. Genoa   | 5    | 4 | 2 | 1 | 1 | 6  | 3  | +3 |
| 3. Monza   | 4    | 4 | 1 | 2 | 1 | 5  | 4  | +1 |
| 4. Pescara | 4    | 4 | 1 | 2 | 1 | 5  | 6  | -1 |
| 5. Pisa    | 0    | 4 | 0 | 0 | 4 | 3  | 10 | -7 |

| Arbitro: | Lops (Torino) |

|                               |           |  |
| Chiodi 67’ (rig.), 84’ (rig.) | Marcatori |  |

| Arbitro: | Prati (Parma) |

|                                    |           |                                   |
| Ghedin 33’ Boni 51’ Di Michele 82’ | Marcatori | 6’ Di Prete 85’ (aut.) Pellegrini |

| Arbitro: | Tani (Livorno) |

|                          |           |  |
| Musiello 14’ Manueli 67’ | Marcatori |  |

| Arbitro: | Ciulli (Roma) |

|             |           |                        |
| Barbana 73’ | Marcatori | 30’ Chiodi 84’ Maldera |

| Arbitro: | Paparesta (Bari) |

|                      |           |                   |
| Pellegrini 1’ (aut.) | Marcatori | 68’ (rig.) Nobili |

| Arbitro: | Michelotti (Parma) |

|  |           |               |
|  | Marcatori | 9’, 73’ Russo |

| Arbitro: | Terpin (Trieste) |

|                 |           |             |
| Giovannelli 45’ | Marcatori | 37’ Tosetto |

| Arbitro: | Menegali (Roma) |

|             |           |               |
| Repetto 56’ | Marcatori | 76’ Collovati |

| Arbitro: | Facchin (Udine) |

|                                  |           |  |
| Pallavicini 62’, 75’ Tosetto 90’ | Marcatori |  |

| Arbitro: | D'Elia (Salerno) |

|                                 |           |                    |
| Chiodi 38’ (rig.) Antonelli 44’ | Marcatori | 40’ (rig.) Manfrin |

### Girone 7
| Squadra              | P.ti | G | V | N | P | GF | GS | DR |
| -------------------- | ---- | - | - | - | - | -- | -- | -- |
| 1. Napoli            | 6    | 4 | 2 | 2 | 0 | 8  | 4  | +4 |
| 2. Cagliari          | 5    | 4 | 2 | 1 | 1 | 7  | 6  | +1 |
| 3. Cesena            | 4    | 4 | 2 | 0 | 2 | 6  | 7  | -1 |
| 4. Taranto           | 4    | 4 | 2 | 0 | 2 | 3  | 4  | -1 |
| 5. Lanerossi Vicenza | 1    | 4 | 0 | 1 | 3 | 4  | 7  | -3 |

| Arbitro: | Mattei (Macerata) |

|             |           |                               |
| Zandoli 35’ | Marcatori | 28’ Ferrario 81’, 85’ Damiani |

| Arbitro: | Mascia (Milano) |

|  |           |                |
|  | Marcatori | 17’ Massimelli |

| Arbitro: | Materassi (Firenze) |

|                         |           |                   |
| Dasara 53’ Gattelli 68’ | Marcatori | 62’ (rig.) Zanone |

| Arbitro: | Parussini (Udine) |

|            |           |  |
| Quadri 27’ | Marcatori |  |

| Arbitro: | Magni (Bergamo) |

|              |           |                                |
| Brugnera 82’ | Marcatori | 22’ (aut.) Quagliozzi 38’ Gori |

| Arbitro: | Reggiani (Bologna) |

|                                   |           |  |
| Speggiorin 32’ Damiani 78’ (rig.) | Marcatori |  |

| Arbitro: | Bergamo (Livorno) |

|            |           |             |
| Zanone 27’ | Marcatori | 50’ Filippi |

| Arbitro: | Ballerini (La Spezia) |

|                   |           |                |
| Quadri 67’ (rig.) | Marcatori | 51’, 76’ Piras |

| Arbitro: | Tonolini (Milano) |

|                                   |           |                 |
| Gori 32’ Bordon 36’ Benedetti 89’ | Marcatori | 43’, 81’ Zanone |

| Arbitro: | Benedetti (Roma) |

|                        |           |                |
| Damiani 27’ Lucido 82’ | Marcatori | 16’, 31’ Piras |

## Fase finale
La Juventus, in quanto detentrice del trofeo, è ammessa di diritto alla fase finale.

### Quarti di finale
| Squadra 1 | Totale | Squadra 2 | Andata | Ritorno         |
| --------- | ------ | --------- | ------ | --------------- |
| Milan     | 2 - 6  | Roma      | 0 - 4  | 2 - 2           |
| Napoli    | 2 - 2  | Ternana   | 2 - 1  | 0 - 1           |
| Torino    | 0 - 0  | Lazio     | 0 - 0  | 0 - 0 (4-3 dcr) |
| Inter     | 1 - 2  | Juventus  | 1 - 2  | 0 - 0           |

### Tabellini
| Arbitro: | Michelotti (Parma) |

|  |           |                                                   |
|  | Marcatori | 18’ Benetti 24’ (aut.) Bet 30’ Conti 86’ Ugolotti |

| Arbitro: | Reggiani (Bologna) |

|                              |           |                       |
| Minoia 21’ (aut.) Pruzzo 58’ | Marcatori | 63’ Capello 74’ Bigon |

| Arbitro: | Lops (Torino) |

|                         |           |                    |
| Damiani 45’, 76’ (rig.) | Marcatori | 61’ (aut.) Badiani |

| Arbitro: | Benedetti (Roma) |

|             |           |  |
| De Rosa 30’ | Marcatori |  |

| Torino 21 novembre 1979, ore 14:30 CET Quarti di finale - Andata | Torino           | 0 – 0 referto | Lazio | Stadio Comunale\| Arbitro: \| Casarin (Milano) \| |
| Arbitro:                                                         | Casarin (Milano) |               |       |                                                   |

| Arbitro: | Pieri (Genova) |

|                                             |                      |                                                   |
| Giordano Viola D'Amico Citterio Lopez Cenci | Tiri di rigore 3 – 4 | Graziani Sclosa Pileggi Volpati Pulici Mandorlini |

| Arbitro: | D'Elia (Salerno) |

|              |           |                                     |
| Pancheri 60’ | Marcatori | 27’ Prandelli 76’ (aut.) Occhipinti |

| Torino 30 gennaio 1980, ore 14:30 CET Quarti di finale - Ritorno | Juventus                     | 0 – 0 referto | Inter | Stadio Comunale\| Arbitro: \| Agnolin (Bassano del Grappa) \| |
| Arbitro:                                                         | Agnolin (Bassano del Grappa) |               |       |                                                               |

### Semifinali
| Squadra 1 | Totale | Squadra 2 | Andata | Ritorno         |
| --------- | ------ | --------- | ------ | --------------- |
| Ternana   | 1 - 3  | Roma      | 1 - 1  | 0 - 2           |
| Juventus  | 0 - 0  | Torino    | 0 - 0  | 0 - 0 (2-4 dcr) |

### Tabellini
| Arbitro: | Michelotti (Parma) |

|             |           |             |
| De Rosa 75’ | Marcatori | 83’ Benetti |

| Arbitro: | Redini (Pisa) |

|                |           |  |
| Pruzzo 7’, 45’ | Marcatori |  |

| Torino 26 marzo 1980, ore 20:30 CET Semifinali - Andata | Juventus                     | 0 – 0 referto | Torino | Stadio Comunale\| Arbitro: \| Agnolin (Bassano del Grappa) \| |
| Arbitro:                                                | Agnolin (Bassano del Grappa) |               |        |                                                               |

| Arbitro: | Casarin (Milano) |

|                                        |                      |                                    |
| Mandorlini Sclosa Graziani Greco Pecci | Tiri di rigore 4 – 2 | Cuccureddu Virdis Tardelli Cabrini |

### Finale
| Squadra 1 | Risultato       | Squadra 2 |
| --------- | --------------- | --------- |
| Roma      | 0 - 0 (3-2 dcr) | Torino    |

| Arbitro: | Michelotti (Parma) |

| |                      | |
| Giovannelli Conti De Nadai Di Bartolomei Santarini Ancelotti | Tiri di rigore 3 – 2 | Mandorlini Mariani Greco Graziani Pecci Zaccarelli |
| · Franco Tancredi · Domenico Maggiora · Michele De Nadai · Romeo Benetti 91’ · Maurizio Turone · Sergio Santarini (c) · Bruno Conti · Paolo Giovannelli · Roberto Pruzzo · Carlo Ancelotti · Mauro Amenta 75’ · Sostituzioni · Agostino Di Bartolomei 91’ · Roberto Scarnecchia 75’ | Formazioni           | · Giuliano Terraneo · Domenico Volpati · Salvatore Vullo 62’ · Patrizio Sala · Luigi Danova · Marco Masi · Giuseppe Greco · Eraldo Pecci · Francesco Graziani · Renato Zaccarelli (c) · Paolo Pulici 96’ · Sostituzioni · Andrea Mandorlini 62’ · Pietro Mariani 96’ |
| Nils Liedholm | Allenatori           | Ercole Rabitti |